# Nostra Parla
Nostra Parla (« Notre parler ») est une entité fondée en 1916 par des Catalans, des Valenciens, des Majorquins et des Roussillonais, visant principalement à promouvoir l'unité de la langue catalane dans le respect de ses variantes.

## Présentation
Nostra Parla disposait de sections en Catalogne, à Valence (à partir de mai 1918), aux Baléares (à partir de 1918) et dans le Roussillon. La revue homonyme qu'elle éditait comptait des délégations à Barcelone, Valence, Palma de Majorque et Perpignan. Son président honoraire était Àngel Guimerá et son président effectif Jaume Bofill i Mates, auquel succéda Nicolau d'Olwer. Son secrétaire était Josep Maria de Casacuberta. Nostra Parla s'étendit à de nombreuses villes et organisa des cours de grammaire. Elle cessa d'exister après le triomphe du coup d'État de Primo de Rivera en 1923.

### Nostra Parla à Valence
La section de Valence était présidée par le jeune étudiant en histoire Francesc Almela i Vives, également vice-président de l'Agrupació Nacionalista Escolar (fondée fin 1918), qui s'était déjà illustré par sa défense de la scolarisation en valencien. C'est en 1922 que les iniatives de promotion de la langue locale furent les plus importantes, Nostra Parla ayant envoyé une circulaire en valencien à toutes les mairies demandant que « l'idiome valencien soit enseigné dans les écoles de cette localité » et adressé une demande similaire au Centre de Cultura Valenciana, entité située dans l'orbite de Lo Rat Penat, pour que « la langue valencienne soit la seule langue utilisée dans tous les actes et dans toutes les publications ».
L'événement le plus ambitieux de l'histoire de Nostra Parla fut la célébration en juillet 1922 d'une assemblée sous le parrainage des trois députations provinciales du Pays valencien, dans les salons du palais de la Généralité, alors nouveau siège de la députation de Valence. Initialement consacrée à l'étude de la fonction sociale de la langue (avec des présentations couvrant ses différents domaines : « Le valencien dans la presse », « Le valencien à l'université », « Le valencien en médecine », « Le valencien à l'école », « Le valencien à l'Église », « Le valencien dans les tribunaux », « Le valencien à la mairie », « Le valencien à la députation provinciale », « Le valencien au foyer »), elle dépassa toutefois rapidement cet objectif, comme le souligna le président de la députation d'Alicante, Pere Beneyto : « Unis sous la langue commune, nous œuvrerons à la reconstruction de l'esprit valencien ». La Veu de Catalunya l'interpréta comme le premier pas vers la constitution d'une Mancommunauté valencienne. D'autre part, l'Assemblée demanda à l'archidiocèse de Valence d'utiliser la langue vernaculaire dans les actes religieux et les sermons, sollicitation à laquelle l'archevêque Enrique Reig Casanova répondit de façon très amicale.
Le leader du blasquisme, Félix Azzati, participa également à l'assemblée, de façon surprenante compte tenu de ses positions jusqu'alors hostiles au valencianisme et au valencien. Dans une interview accordée en janvier à Maximilià Thous pour La Correspondencia de Valencia, journal de l'Unió Valencianista Regional, il avait déjà déclaré considérer les valencianistes actuels comme les sauveurs de la ville et de la région, ajoutant : « Je crois que pour que le parti [blasquiste] de l'Union républicaine de Valence adopte toutes les conclusions du programme valencianiste, voire la revendication de la langue, dont nous avons discuté, une déclaration explicite des entités valencianistes dans une franche profession de foi républicaine suffirait. » Lors de l'Assemblée, il déclare : « Nous voulons dire au centralisme que l'Espagne est un bloc de marbre, sur lequel se détache un puissant relief : Valence. Si leurs aspirations ne sont pas prises en considération, si son idéologie n'est pas respectée, il pourrait arriver que, pour peu qu'on le pousse, le relief se détache du cadre qui le renferme ». Il proposa même la création d'une université valencienne des hautes études, financée par la municipalité de Valence, la justifiant par l'argument que « l'enseignement du valencien dans les écoles est une bonne chose, mais cette aspiration doit être étendue à l'enseignement supérieur ». Certains secteurs valencianistes doutèrent néanmoins de la sincérité de la « conversion » d'Azzati, comme El Crit de la Muntanya, qui s'« étonnait » de sa « stridence véhémence autonomiste » qu'il jugeait opportuniste et sans péril pour le gouvernement central
L'historien Alfons Cucó, spécialiste du valencianisme de l'avant-guerre civile, insiste sur l'importance de l'assemblée de Nostra Parla pour le développement du mouvement nationaliste valencien « en l'introduisant dans des secteurs politiques jusque-là réfractaires », tout en soulignant « les singularités socioculturelles et politiques prévalant au Pays valencien, constituant, comme l'affirme La Veu de Catalunya, une « véritable révélation d'énergies latentes et aux possibilités illimitées » ». Cucó souligne également les efforts déployés par l'entité pour « étendre son champ d'action au-delà des limites de la ville de Valence », avec pour probables conséquences l'accord adopté par la municipalité de Castellón de la Plana déclarant sur son territoire « la co-officialité de la langue du pays ».
Le triomphe du coup d'État de Primo de Rivera en septembre 1923 mit fin aux activités de Nostra Parla, ainsi qu'à celles d'autres entités valencianistes comme l'Associació Protectora de l'Ensenyança Valenciana — encore à l'état embryonnaire — ou le groupe Pàtria Nova, malgré le soutien enthousiaste reçu par la dictature de Primo de Rivera, du moins dans un premier temps, de la droite valencianiste représentée par l'Unió Valencianista. Régional.